# Stenophragma picticorne
Stenophragma picticorne är en tvåvingeart som beskrevs av Frederick Askew Skuse 1890. Stenophragma picticorne ingår i släktet Stenophragma och familjen svampmyggor. Inga underarter finns listade i Catalogue of Life.